# Mervärdesskatt i Sverige
Sverige har mervärdesskatt, förkortat moms.
Normal skattesats är 20 procent av försäljningspriset till kund (dvs 25 % påslag). För en förhållandevis stor del varor och tjänster är skattesatsen reducerad till 12 eller 6 procent. 
Under 2011 fick staten in 331,7 miljarder kronor på mervärdesskatt vilket motsvarade 40% av statens totala intäkter. Under 2020 fick staten in 467,8 miljarder kronor på moms, motsvarande 47% av de totala intäkterna.

## 12 procent moms
Gäller i Sverige för:
- Livsmedel (undantag: alkoholdryck över 2,25 %, tobak, djurfoder med mera)
- Restaurang- och cateringtjänster (undantag: alkoholdryck över 2,25 %, tobak) sedan 2012
- Hotell och camping (undantag: konferensarrangemang)
- Försäljning av egna konstverk

## 6 procent moms
- Böcker, tidningar, noter, kartor och liknande (diverse undantag)
- Persontransporter inom Sverige (inkl skidliftar)
- Entréavgifter till: konserter, djurparker, idrottsevenemang

Dock är entréavgift till idrottsevenemang momsfri om stat, kommun eller ideell förening tar ut den. Dansbandskonserter (där gästerna dansar) har dock 25 % moms.
- Idrottsverksamhet (deltagande: syfte motion eller tävling)
- Museer och bibliotek
- Försäljning av konstnärliga verk, vissa rättigheter till musik med mera.

## Momsfrihet
Momsfrihet gäller i Sverige
- sjukvård, tandvård och social omsorg
- utbildning inom grundskola, gymnasieskola, högskola och universitet
- bank- och finansieringstjänster
- försäkringstjänster
- artistarvoden
- studieförbundens studiecirklar
- läkemedel som lämnas ut mot recept eller säljs till sjukhus
- skepp för yrkesmässig sjöfart
- framställning av medlemsblad, personaltidningar och liknande.
- lotteri, vadhållning och andra former av spel
- köp och hyra av fastigheter
- konstverk som konstnären eller konstnärens dödsbo säljer själv för högst 300 000 kronor under ett beskattningsår.

## Historiska skattesatser (omsättningsskatt såväl som mervärdesskatt)
Moms (påläggsprocent för standardmoms) % 
- 1960     4,2
- 1962	 6,4
- 1966	10,0
- 1969	11,11
- 1970   13,29
- 1971	17,65
- 1977   20,13
- 1978	20,63
- 1980	20,52
- 1981	22,81
- 1982	22,16
- 1983   23,13
- 1984   23,46
- 1990	24,23
- 1991	25,0